# Josep Garcia i Fortuny
Josep Garcia i Fortuny (Salomó, 30 d'agost de 1945) és un cuiner, investigador i escriptor de la gastronomia a Catalunya.
Ha publicat articles científics i de divulgació. El 1992, després de quatre anys d'investigació va veure la llum Todo el bacalao a su alcance. El 1994 va publicar un receptari propi, La cuina del bacallà a Catalunya. El 2013 publicà en versió digital l'obra Cuina i Cuiners a la Corona d'Aragó i Catalunya. Un capítol oblidat de la nostra història.